# Весёлый роман
«Весёлый роман» (груз. მხიარული რომანი) — художественный фильм в жанре комедии.

## Сюжет
Фильм повествует о студенте Тбилисского сельхозинститута Дато, любящего студентку консерватории Эку. Последняя, в свою очередь, единственная дочь инкассатора Ипполита. Из-за того, что Ипполит постоянно перевозит крупные суммы денег, ему повсюду мерещатся грабители и он принимает Дато за бандита, который готовит на него нападение. Родные, с которыми живёт Эка, не одобряют отношения с Дато. Вскоре Ипполит начинает следить за Дато, пытаясь поймать его и сдать в милицию. Влюбленные пытаются преодолевать все барьеры на пути к свадьбе.

## В ролях
| Актёр             | Роль                 |
| ----------------- | -------------------- |
| Ипполит Хвичия    | Ипполит Беридзе      |
| Хатуна Котрикадзе | Эка                  |
| Рамаз Гиоргобиани | Дато Мгалоблишвили   |
| Меги Цулукидзе    | Като                 |
| Елена Чохели      | Лиза                 |
| Медея Чахава      | София                |
| Зураб Лаперадзе   | Митрофан             |
| Давид Абашидзе    | председатель колхоза |